# Lorcy
Lorcy é uma comuna francesa na região administrativa do Centro, no departamento Loiret. Estende-se por uma área de 16,65 km². Em 2010 a comuna tinha 583 habitantes (densidade: 35 hab./km²).